# 安井家
安井家（やすいけ）は、江戸時代、本因坊家・井上家・林家と並ぶ囲碁の家元四家の一つであり、名人碁所として二世算知がいる。また江戸後期には「大天才」と評される七世仙知、囲碁四哲の一人八世知得、天保四傑の一人九世算知などの名棋士がこの家門から生まれている。十世算英は明治時代まで活躍した。

## 家系
安井家の祖は、清和源氏の流れの畠山氏の一族で、畠山満貞を祖とする安井氏になる。石山合戦にも出陣した安井定正の四男宗順の二男である六蔵が徳川家康に碁打ちとして取り立てられて家督を受け、碁門としての安井家一世算哲となった。
算哲の後は弟子の二世算知が継ぎ、一世算哲の長子二世算哲は後に天文方に転じて満貞の代の渋川姓を名乗った渋川春海である。碁家としての安井家は、算哲の三男の知哲が算知を継いで三世となった。また、算知の弟と言われる安井春知も御城碁に出仕している。本因坊家とは異なり僧籍ではないため、実子相続も少なくない。
明治に入り、十世算英の子昌三は家元を名乗るほどの碁ではなく、娘を有力棋士に娶せ後継者としようとしたが碁を知らない男と結婚し、後継を決められないまま算英は急死。家元としての安井家は途絶えた。昌三は1909年（明治42年）、浄心寺に「安井家歴代之墓」を建て、十一世安井昌三立石と刻した。

## 歴代当主
- 一世　安井算哲（1590-1652）
- 二世　安井算知（1617-1703）三世名人碁所
- 三世　安井知哲（1644-1700）
- 四世　安井仙角（1673-1737）八段
  - 跡目 - 安井知仙（1682-1728）七段
- 五世　安井春哲仙角（1711-1789）八段準名人
- 六世　安井仙哲（ -1780）七段上手
- 七世　安井仙角仙知（1764-1837）八段準名人
- 八世　安井知得仙知（1776-1838）八段準名人
- 九世　安井算知 (俊哲)（1810-1858）七段上手
- 十世　安井算英（1847-1903）七段

## 外家・門人
安井家の外家には、坂口家（後に改易されて阪口家）があり、七世仙知の父でもある祖の坂口仙徳、及び天保四傑の一人とされる阪口仙得の二人が御城碁出仕を果たしている。
七世仙知以後の時代には多くの門人を抱えて本因坊家に匹敵する興隆となり、天保四傑と呼ばれたうちにも阪口仙得、太田雄蔵、九世算知の3人を占めている。
九世算知門下では、塾頭鬼塚源治、中村正平、海老沢健造（巌崎健造）、奈良林倉吉が安井家四天王とされ、健造は明治になって方円社社長も務めた。